# Friederike von Reden

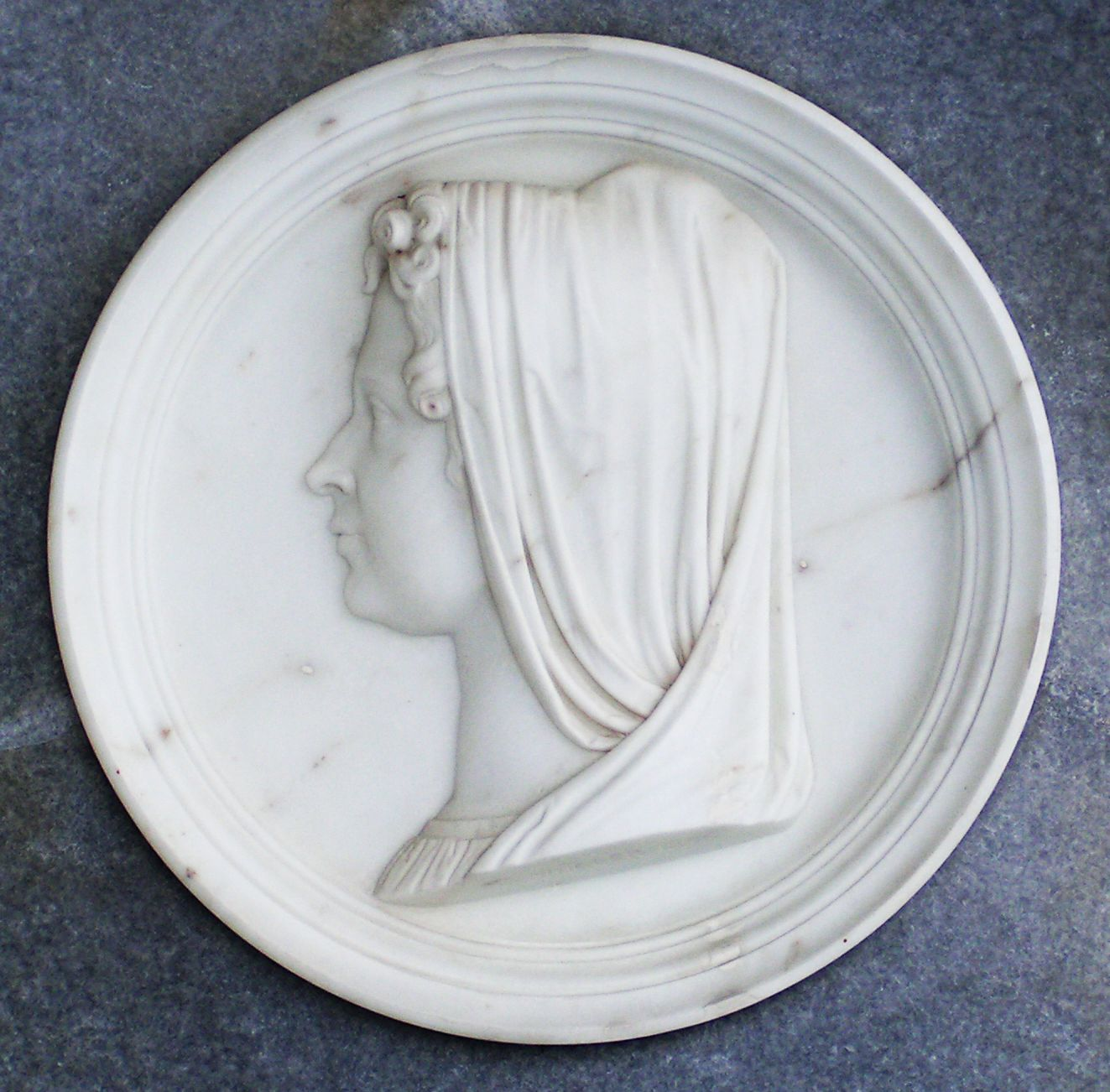
Friederike von Reden, Denkmal bei der Kirche Wang in Krummhübel

Gräfin Friederike von Reden, genannt Fritze von Reden, geborene Freiin Riedesel zu Eisenbach (* 12. Mai 1774 in Wolfenbüttel; † 14. Mai 1854 in Buchwald, Riesengebirge) war die Gattin des preußischen Ministers Friedrich Wilhelm von Reden. Wegen ihres sozialen Engagements wurde sie auch die „Mutter des Hirschberger Tales“ genannt.

## Leben

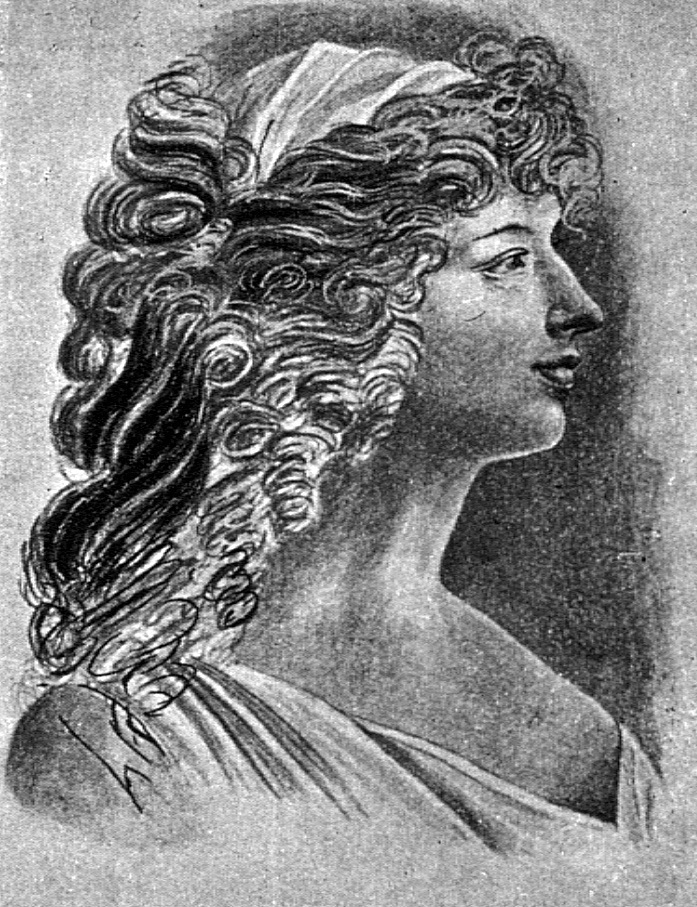
Porträt der Friederike von Reden gezeichnet von ihrer Schwester Charlotte

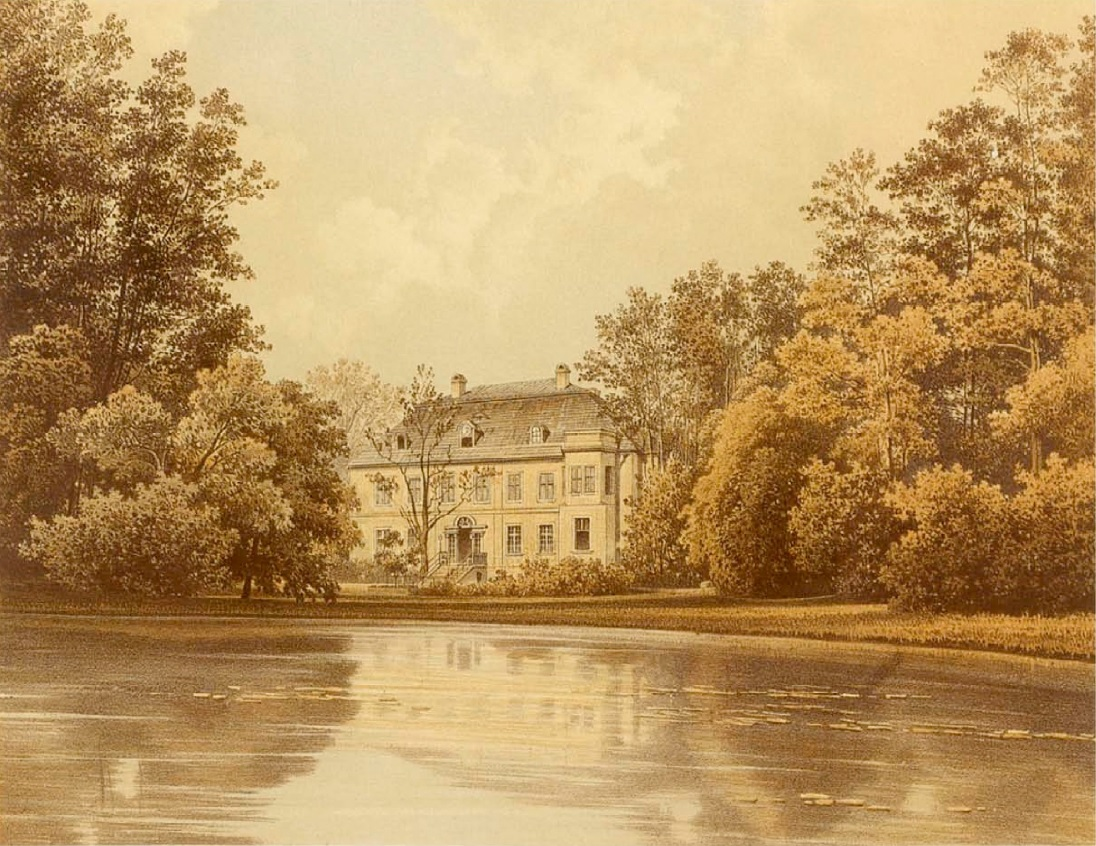
Rittergut Buchwald, Sammlung Alexander Duncker

Die Tochter des Generals Friedrich Adolf Riedesel zu Eisenbach und seiner Frau Friederike Charlotte Luise, geb. von Massow, erlebte ihre Kindheit in den USA und in Kanada. Ihre Mutter war mit den Kindern 1776 ihrem Mann gefolgt, der als Kommandeur der braunschweigischen Truppen im Amerikanischen Unabhängigkeitskrieg auf Seiten der Engländer kämpfte. Auch nach Beendigung des Krieges und ihrer Rückkehr im Jahre 1783 war das Leben der Familie unstet. General Riedesel war oft auf Reisen zwischen Berlin und Holland, später erkrankte er infolge seiner Gefangenschaft schwer und verstarb im Jahre 1800.
Zu dieser Zeit lebte die Familie auf ihren Gütern in Schlesien. Am 9. August 1802 heiratete Fritze den preußischen Oberberghauptmann Friedrich Wilhelm von Reden, den sie bereits 1776 als Kind vor ihrer Abreise erstmals in London kennengelernt hatte. Zwischen den Eheleuten bestand ein Altersunterschied von 22 Jahren und für Friederike war Friedrich Wilhelm zugleich eine Vaterfigur. 1808 verstarb ihre Mutter in Berlin.
Die Ehe blieb ohne Nachkommen, am 3. Juli 1815 verstarb ihr Mann. Friederike spielte während ihrer fast 40-jährigen Witwenschaft eine bedeutende gesellschaftliche und sozial-karitative Rolle im Hirschberger Tal. Ihren neuen Lebensinhalt fand sie im pietistischen Glauben. Friederike von Reden richtete Suppenküchen ein und sorgte sich um das Wohl der Ärmsten. In der Nachfolge ihres Mannes führte sie das Gut Buchwald weiter und beschäftigte sich mit dem Züchten von Pflanzen, insbesondere neuen Getreidesorten, und förderte den Flachsanbau.
Schloss Buchwald wurde zu einem geistigen und geistlichen Zentrum des schlesischen Adels. Hier verkehrten u. a. der Generalfeldmarschall von Gneisenau, Elisa Radziwill, Marianne von Preußen sowie Angehörige der Grafenhäuser Reuß-Köstritz und Schaffgotsch. Das Hirschberger Tal entwickelte sich zu dieser Zeit zu einem sommerlichen Treffpunkt des deutschen und polnischen Hochadels. Die Schlösser Schloss Stonsdorf in Stonsdorf (Staniszów) und Neuhof (Radociny) waren im Besitz der Reußen, Schloss Fischbach (Karpniki) befand sich seit 1822 im Besitz des Prinzen Wilhelm von Preußen, Schloss Ruhberg in Ruhberg (Ciszyca) gehörte seit 1824 der Fürstin Luise Radziwill, seit 1832 Erdmannsdorf (Mysłakowice) dem König Friedrich Wilhelm III. und Schloss Schildau (Wojanów) ab 1839 dessen Tochter Luise, Prinzessin der Niederlande. Mit dem späteren König Friedrich Wilhelm IV. verband „Fritze Reden“ eine enge Freundschaft. Caspar David Friedrich skizzierte als Gast in Buchwald die Aussicht auf das Riesengebirge, über kleinere Teiche hinweg, die er 1822 in seinem bekannten Gemälde Der einsame Baum verwendete.
Friederike wurde 1854 neben ihrem Gemahl in der sogenannten Abteiruine Buchwald, einem für die Familie im Landschaftsgarten des Schlosses errichteten Mausoleum, beigesetzt.

## Buchwalder Bibelgesellschaft
Kurz vor seinem Tode hatte Friedrich Wilhelm von Reden am 15. Juni 1815 die Buchwalder Bibelgesellschaft begründet und Friederike zur Präsidentin auf Lebenszeit eingesetzt. Unter ihrer Leitung entwickelte sich die Bibelgesellschaft zu einem sozialen Hilfswerk in Schlesien, das vor allem die Not der schlesischen Weber zu lindern half, vorindustrieller Heimarbeiter, unter denen es 1844 in der Region des benachbarten Eulengebirges zum Schlesischen Weberaufstand kam.

## Gründung von Zillerthal-Erdmannsdorf
Friederike von Reden fasste den Gedanken zur Gründung des Exulantendorfes Zillerthal-Erdmannsdorf (Mysłakowice) im Riesengebirge und gründete 1837 das Comitee für die Zillerthaler, dem sie vorstand. Friedrich Wilhelm III. gestattete auf ihr Bitten 422 Zillertaler Inklinanten, die wegen ihres protestantischen Glaubens aus dem Tiroler Zillertal vertrieben wurden, die Ansiedlung in Schlesien.

## Umsetzung der Kirche Wang

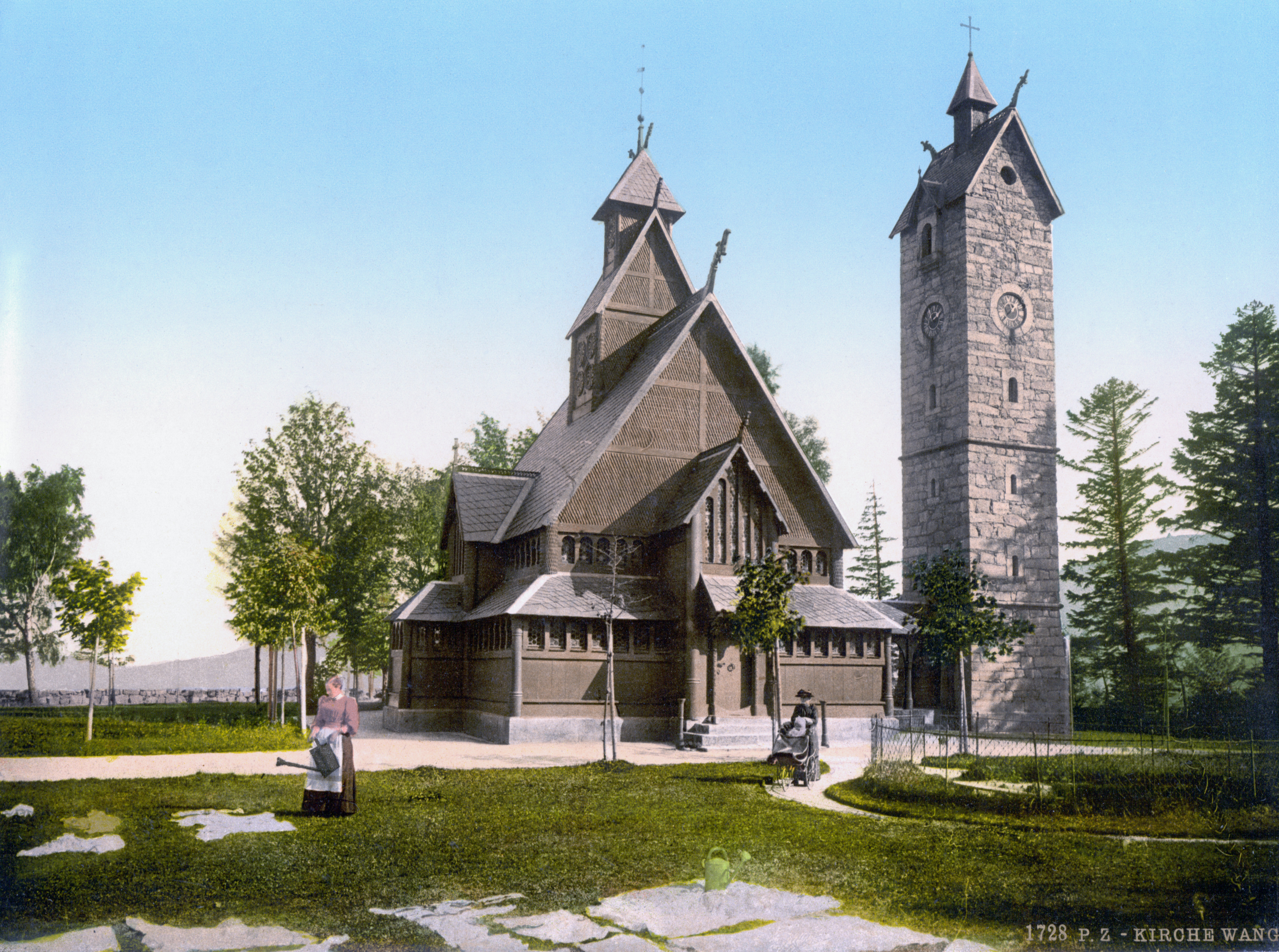
Kirche Wang um 1900

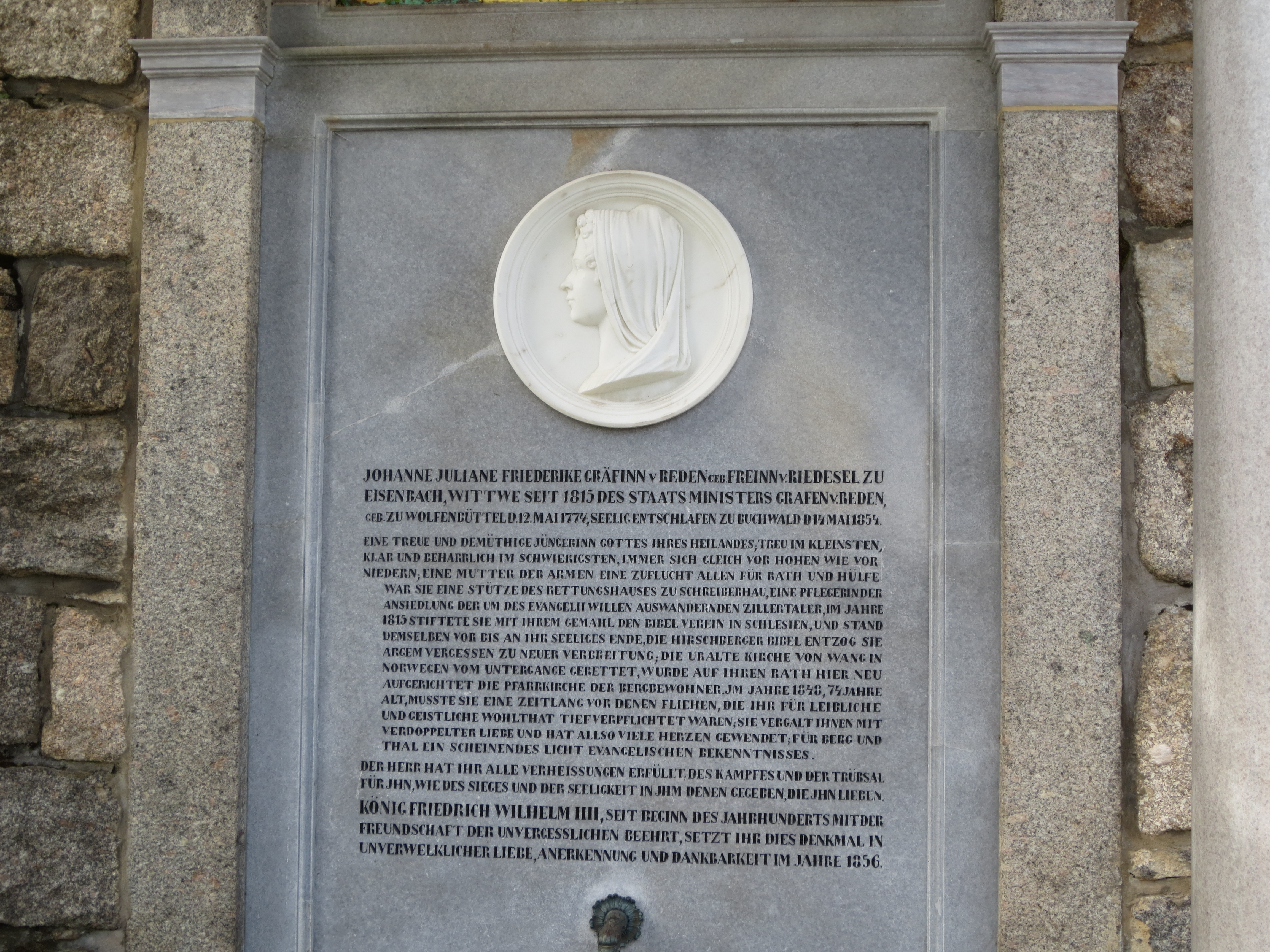
Gedenkstein für die Gräfin Reden neben der Kirche Wang

Die Umsetzung der norwegischen Stabkirche Wang aus dem 12./13. Jahrhundert ist eine der größten Leistungen der Gräfin von Reden.
Diese Kirche, die im südnorwegischen Vang durch ein größeres Gotteshaus ersetzt werden sollte, hatte 1840 der Dresdner Professor Johan Christian Clausen Dahl für 95 Species ersteigert. Der aus Norwegen stammende Kunstmaler war jedoch nicht in der Lage, die ein Vielfaches des Kaufpreises von ungefähr 427 Mark betragenden Überführungskosten zu tragen und bot die Kirche dem preußischen König Friedrich Wilhelm IV. an. Friedrich Wilhelm war bereit, die Kosten zu übernehmen und beabsichtigte einen Aufbau auf der Pfaueninsel am Berliner Wannsee.
Diesen Standort hielt Gräfin von Reden für unpassend. Sie stellte dem König die Notwendigkeit eines Gotteshauses für die Riesengebirgsdörfer Krummhübel (Karpacz) und Brückenberg (Karpacz Górny) unterhalb der Schneekoppe dar, dessen bereits seit 1743 vorgesehener Bau wegen Geldmangels nicht ausgeführt werden konnte. Damit überzeugte sie Friedrich Wilhelm. Die bereits über Bergen und Stettin nach Berlin verschiffte Kirche fand in Brückenberg auf einem dafür von Leopold Graf Schaffgotsch zur Verfügung gestellten Grundstück ihren neuen Standort. Die Kosten für den Kauf und die Umsetzung beliefen sich auf 23.000 Taler. Friedrich Wilhelm IV. bewilligte der Gräfin einen Betrag von 40.000 Talern, wovon sie den Überschuss für soziale Zwecke verwendete. 1842 begann der Wiederaufbau unter Leitung des Baumeisters Hamann. Am 28. Juli 1844 erfolgte in Anwesenheit des Königs die Weihe der Kirche, in deren Umgebung durch August Stüler noch ein massiver Turm und ein Pfarr- und Schulhaus erbaut worden waren. Nach ihrem Tode ließ der König der Gräfin Reden einen Gedenkstein mit einer langen, von ihm selbst verfassten Inschrift neben der Kirche Wang setzen. Diese Bauten sind noch heute in Karpacz Górny erhalten. Bestattet wurde die Gräfin neben ihrem Gemahl im Mausoleum der 1815 errichteten künstlichen „Abteiruine“ im Park von Buchwald.

## Literatur

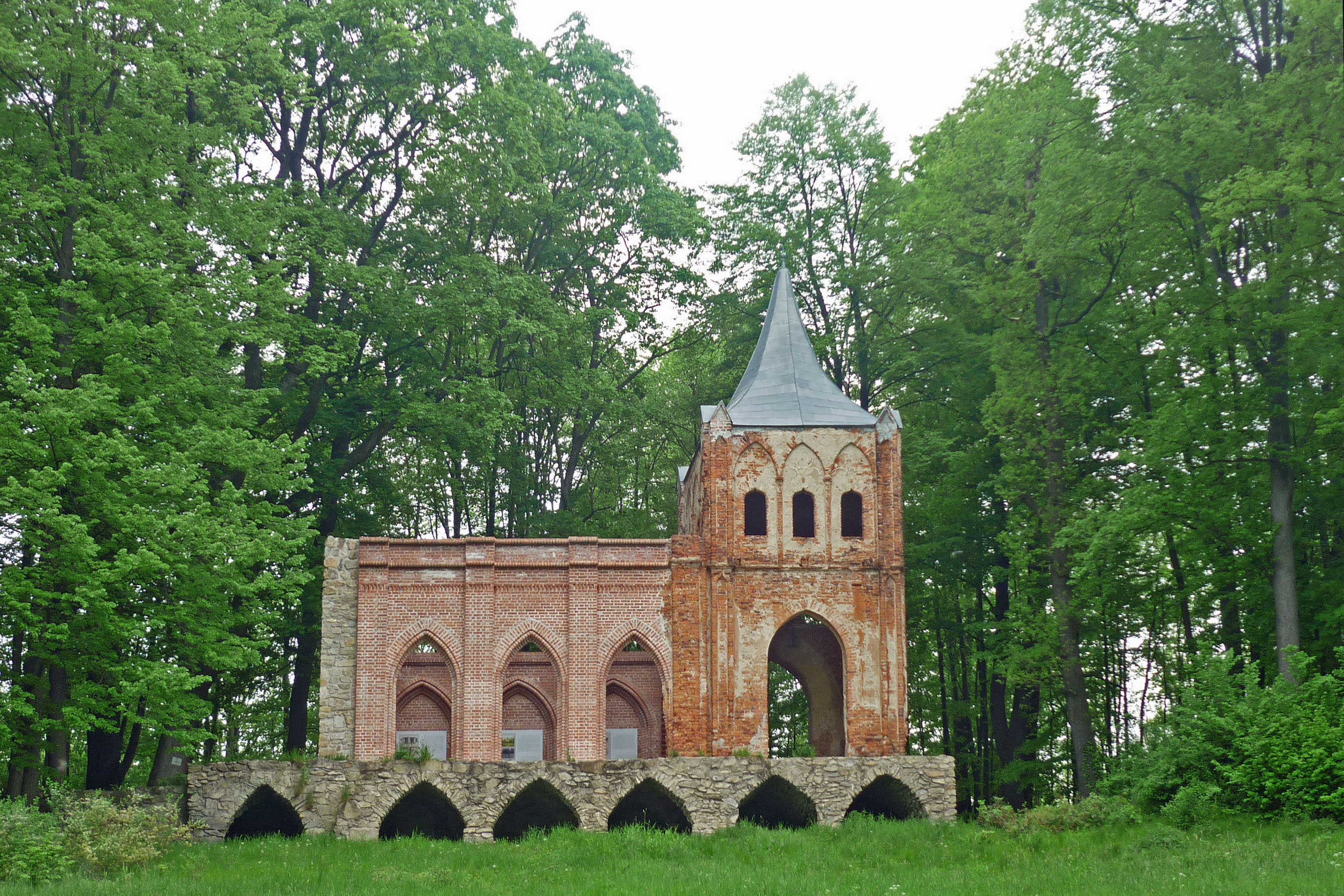
Mausoleum „Abteiruine“ im Park von Buchwald